# Neocordulia griphus
Neocordulia griphus är en trollsländeart som beskrevs av May 1992. Neocordulia griphus ingår i släktet Neocordulia och familjen skimmertrollsländor. IUCN kategoriserar arten globalt som otillräckligt studerad. Inga underarter finns listade i Catalogue of Life.